# Karlis Irbitis
Karlis Irbitis (Valmiera, 14 oktober 1904 - St. Laurent, 13 oktober 1997) was een Letse ontwerper van vliegtuigen.

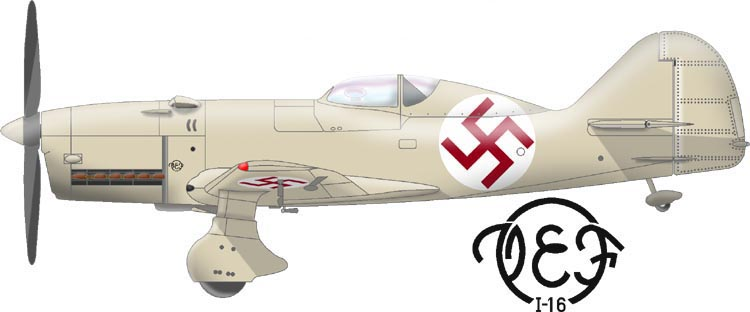
I-16. gebouwd in 1939 door Kārlis Irbītis

Irbitis studeerde in 1925 af aan het Nationaal Technologisch Instituut in Riga. Datzelfde jaar ontwierp hij zijn eerste vliegtuig. In 1930 trad hij als vliegtuigontwerper in dienst van de staatsfabriek VEF te Riga, waarvoor hij tevens het (tot op heden gebruikte) logo ontwierp. Irbitis' eerste vliegtuigen voor VEF waren sportvliegtuigen. Later ontwierp hij ook een aantal les- en jachtvliegtuigen. De meeste van zijn ontwerpen kwamen niet verder dan het stadium van prototype. Het jachtvliegtuig I-16 uit 1939 wekte de belangstelling van zowel de Russische als Duitse bezetters. 
Van 1942 tot 1948 was Irbitis werkzaam bij de Duitse Messerschmitt fabriek. Na de Tweede Wereldoorlog vestigde hij zich in Canada. Van 1950 tot 1971 werkte hij bij de Canadese vliegtuigfabrikant Canadair. Hier speelde hij onder meer een belangrijke rol bij de ontwikkeling van de CL-84, een zogenaamd VTOL-toestel dat verticaal kon opstijgen en landen. In 1986 publiceerde hij zijn boek "Of Struggle and Flight". In 1992 ontving hij een eredoctoraat van de Letse academie van wetenschappen. Irbitis overleed een dag voor zijn 94e verjaardag in St. Laurent, Quebec.

## Vliegtuigen ontwikkeld door Karlis Irbitis
- VEF I-11
- VEF I-12
- VEF I-14
- VEF I-15
- VEF I-16
- VEF I-17
- VEF I-18
- VEF I-19
- Canadair CL-84